# Frente Brasil Popular (2015)
Ato da FBP pelas Diretas Já e lançamento do Plano Popular de Emergência em 2017.
A Frente Brasil Popular (FBP) é uma organização política brasileira associada à esquerda e ao "campo popular" e que se posiciona em defesa da democracia e contra a política econômica de caráter recessivo. Foi criada em abril de 2015 em um contexto de crise dos partidos políticos brasileiros e saída pela reaproximação entre partidos e movimentos sociais e pela rearticulação da esquerda brasileira, mas também numa busca pela sustentação do Governo Dilma Rousseff e pela rejeição ao pedido de impedimento de Rousseff. Posteriormente, participou da mobilização contra o Governo Michel Temer e as suas propostas de reforma trabalhista e previdenciária, como também das campanhas "Lula Livre" e da chapa Fernando Haddad-Manuela d'Ávila na eleição presidencial em 2018. É integrada por movimentos sociais e partidos políticos, dentre tais componentes destacam-se o protagonismo do Movimento dos Trabalhadores Rurais Sem Terra (MST) e do Partido dos Trabalhadores (PT).
No dia 5 de setembro de 2015, foi realizada a conferência de lançamento da Frente Brasil Popular em Belo Horizonte. Em seu período inicial esteve mais focada em opor-se ao impedimento do mandato da presidenta Dilma Rousseff. No mesmo contexto, com prioridades distintas, pouco tempo depois, foi formada outra frente, a Frente Povo Sem Medo (FPSM), dedicada mais a contestações às políticas econômicas guiadas pela austeridade fiscal (ajuste fiscal) durante o segundo mandato presidencial de Dilma Rousseff.
Em outubro de 2016, o jornalista Breno Altman — com apoio de Tarso Genro e oposição da Central Única dos Trabalhadores (CUT) — propôs a abertura da FBP para filiação de pessoas (e não só organizações) e posterior transformação da frente em federação partidária para concorrer eleições, reunindo o "campo progressista", diante das discussões sobre reforma política em curso à época e da rejeição ao PT após as denúncias da Operação Lava Jato. Já em novembro de 2016, após denúncias de Marcelo Calero sobre interferências de Michel Temer como presidente da República para favorecer interesses particulares de Geddel Vieira Lima, declarou apoio aos pedidos de impedimento de Michel Temer.
Na eleição presidencial em 2018, sua atuação na rede social virtual Facebook foi marcada, principalmente, por conteúdos informativos e republicação de conteúdos de organizações integrantes, mormente, TV dos Trabalhadores (TVT) e CUT. Com estrutura organizativa e estratégias comunicacionais bem definidas, tal atuação é atribuída às capacidades das organizações que integram a frente, a exemplo da CUT, o PT e o MST, que possuem histórico, estrutura e profissionalização na área de comunicação social (sindical e popular). Ao longo do pleito, apoiou a campanha da chapa formada por Fernando Haddad (afiliado ao Partido dos Trabalhadores) e Manuela d'Ávila (afiliada ao Partido Comunista do Brasil).
Em março de 2019, promoveu sua 3.ª Conferência Nacional nas instalações da Escola Nacional Florestan Fernandes (ENFF) em Guararema, município do estado de São Paulo, com o propósito de debate em torno de um projeto de desenvolvimento nacional e da luta e resistência política ao crescimento da extrema-direita no mundo e da ofensiva ultraliberal e reacionária.
A página da organização no Facebook contava com 160 299 perfis seguidores em janeiro de 2020.